# Hart Plain
Hart Plain – wieś w Anglii, w hrabstwie Hampshire, w dystrykcie Havant. Leży 31 km na południowy wschód od miasta Winchester i 93 km na południowy zachód od Londynu. W 2001 miejscowość liczyła 9462 mieszkańców.